# Dischizocera nigronotum
Dischizocera nigronotum är en tvåvingeart som beskrevs av James 1957. Dischizocera nigronotum ingår i släktet Dischizocera och familjen vapenflugor. Inga underarter finns listade i Catalogue of Life.